# Neurocytom
Neurocytom je extrémně vzácný nádor nervové tkáně. Na rozdíl od gliomů nepostiuhuje glie. Častější je centrální neurocytom v oblasti periventrikulární u foramen Monroi a septum pellucidum, vzácnější pak extraventrikulární.

## Léčba
Operativní odstranění. Po radikální resekci, při absenci histologických atypií a proliferačním indexu MIB-1 pod 3 % má dobrou prognózu.